# Wissgrut
Le Wissgrut est un sommet du sud du massif des Vosges culminant à 1 124 mètres d'altitude. Son sommet est caractérisé par une grande chaume.

## Toponymie
Le Wissgrut se nomme ainsi depuis 1597. Ce nom provient de l’expression allemande « im weissen Gereuth », qui se traduit par « le défrichage blanc ». Les habitants du versant alsacien le nomment de préférence « Wisskritt » ou « Wissgritt », en témoignent les nombreux panneaux aux orthographes contradictoires posés par le Club vosgien de Masevaux, balisant les différents chemins d'accès au sommet.

## Géographie

### Situation
Le Wissgrut est situé à la limite entre le Haut-Rhin et le Territoire de Belfort. Il sert de tripoint aux communes de Lepuix, Riervescemont et Sewen. Il est proche du ballon d'Alsace.

### Topographie
Le Wissgrut culmine à 1 124 mètres d'altitude. Il est entouré de deux sommets secondaires : le Plain de la Gentiane (1 112 mètres), au nord-ouest et le Tremontkopf (1 091 mètres), au sud.

### Hydrographie

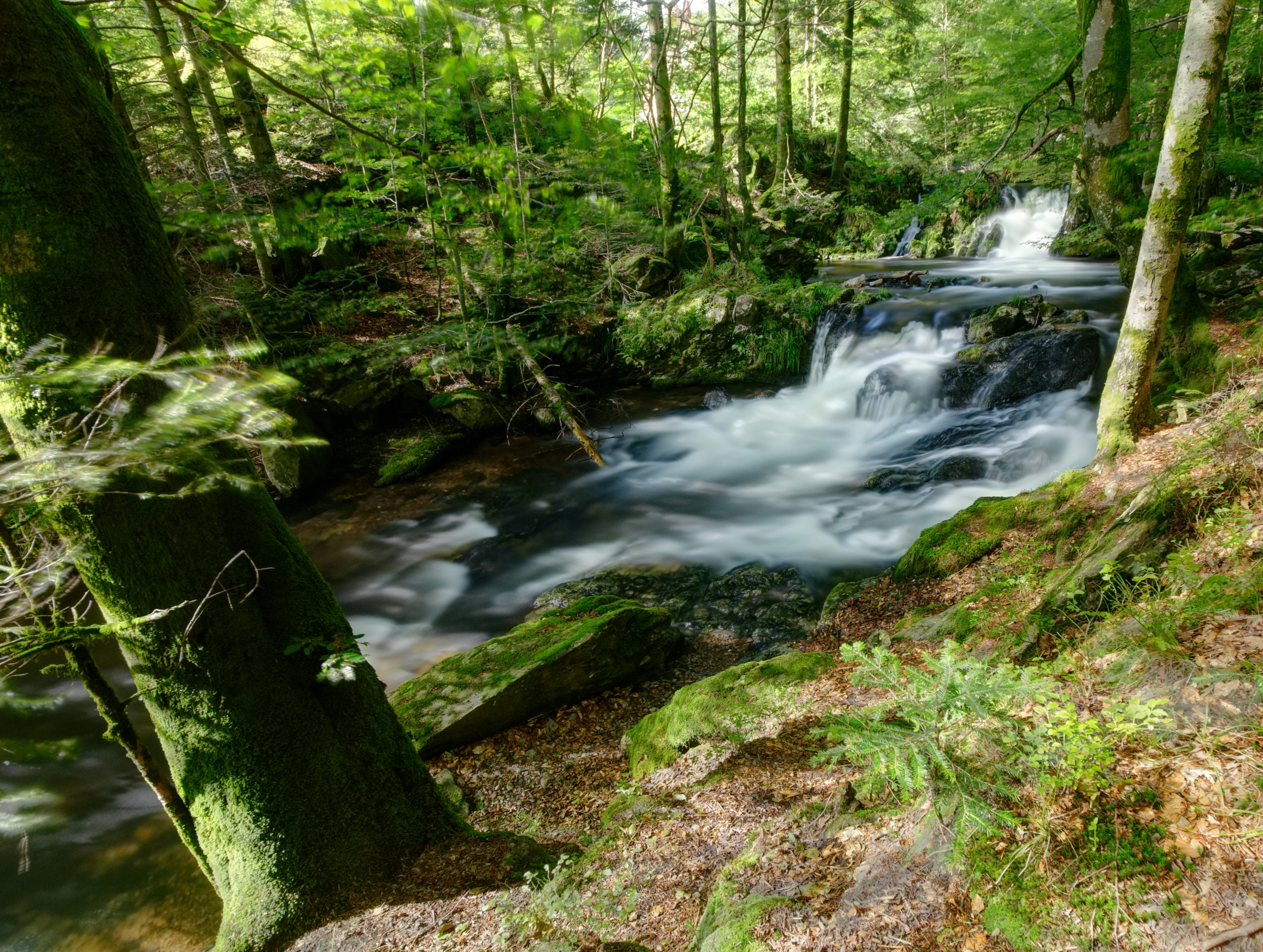
La Savoureuse passant au pied du massif.

Plusieurs ruisseaux issus du massif alimentent la Savoureuse sur le versant ouest et la Doller sur le versant est, qui coulent tous deux au pied du Wissgrut. Une source est captée près de la ferme.

### Géologie
Le massif est constitué de granites dits « des ballons ». Des moraines et des verrous sont présents dans les environs

### Flore
La faible pression pastorale exercée sur la chaume du Wissgrut est source d'une importante diversité florale. Elle est particulièrement recouverte de fleurs de gentiane jaune, de fenouil sauvage, de thym serpolet, de pensées sauvages. La présence de genévrier y est également relevée.

## Histoire
L'agriculture s'est développée dès le XIXe siècle au sommet de la montagne et deux fermes y sont construites. La première, portant le nom de ferme des Plaines, est située à une centaine de mètres en contrebas de la seconde en direction de Giromagny ; elle disparaît au XXe siècle. La chaume est jalonnée de bornes séparant les versants nord et sud qui matérialisent la frontière franco-allemande de 1870 à la suite de l'annexion de l'Alsace par l'Allemagne.
Dans les années 1940, la ferme sommitale qui existe encore aujourd'hui, est exploitée par Xavier Berna, dit « Haller[réf. nécessaire] ». Celui-ci, enrôlé de force dans l'armée allemande pendant la Seconde Guerre mondiale, fait le vœu d'ériger une statue de la Vierge Marie au point le plus haut du site s'il en revenait vivant. Cette statue est érigée en 1946.
Après la mort accidentelle de son propriétaire en 1970, la ferme du Wissgrut n'est plus occupée et tombe rapidement en ruines. Elle subit de gros dommage en 1999 lors du passage de la tempête Lothar puis est frappée par la foudre en 2011.
Elle est entièrement rasée en 2013 et la construction à l'identique d'un nouveau bâtiment commence dans la foulée. La ferme est achevée depuis 2015 ; une auberge est ouverte en 2016 et tenue par la famille Morcely. À l'occasion de ces travaux, le chemin d'accès depuis la Gentiane a été refait à neuf et élargi ; ces travaux ont permis la connexion au réseau d'eau et d'électricité de la ferme[réf. nécessaire].

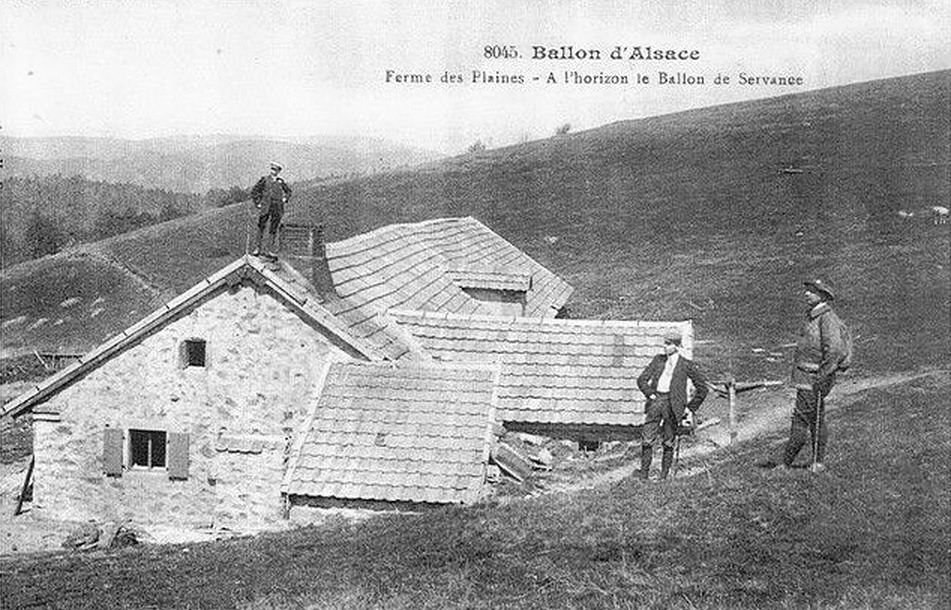
La ferme des Plaines versant sud.
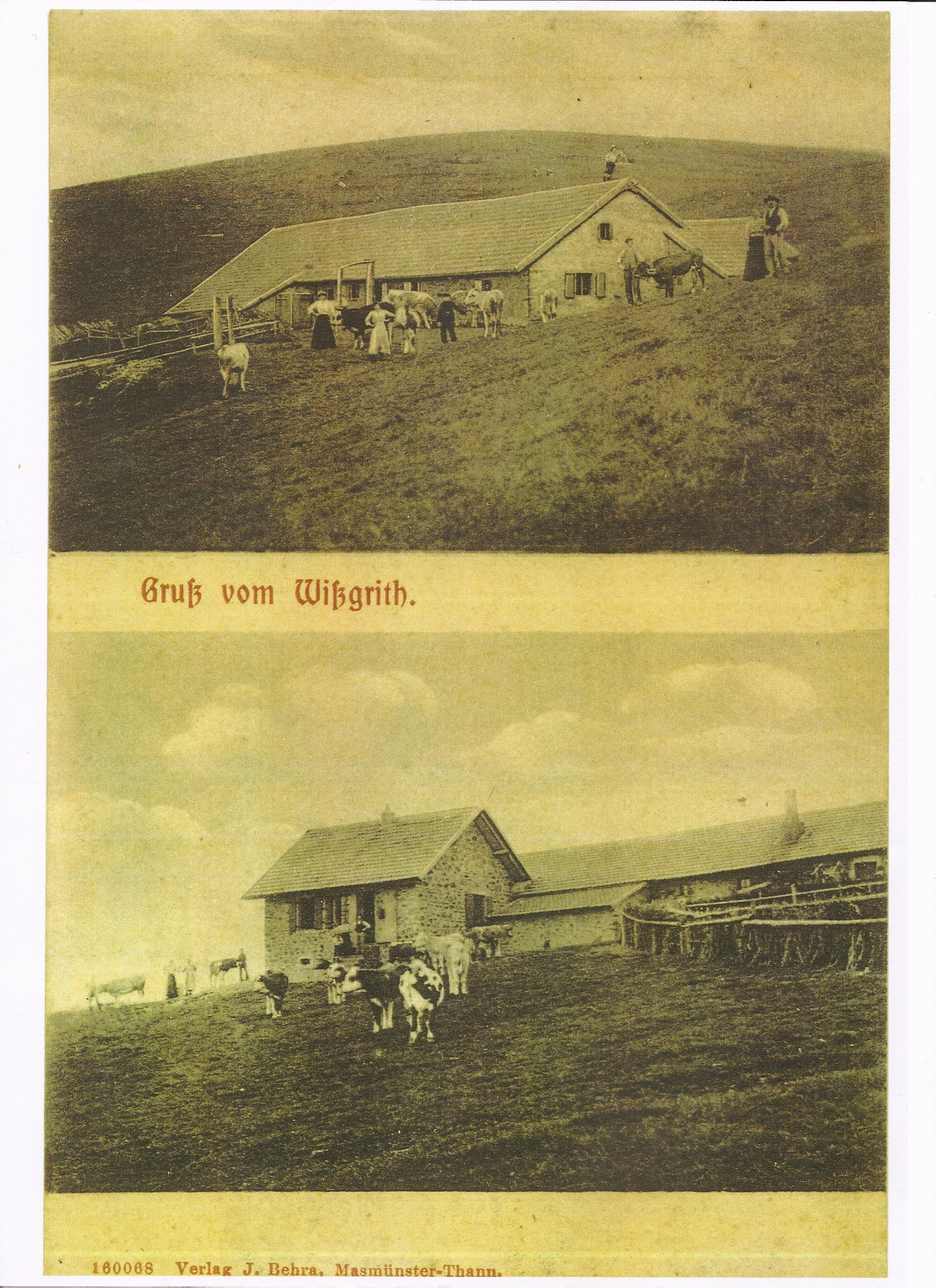
Les deux fermes du Wissgrut.
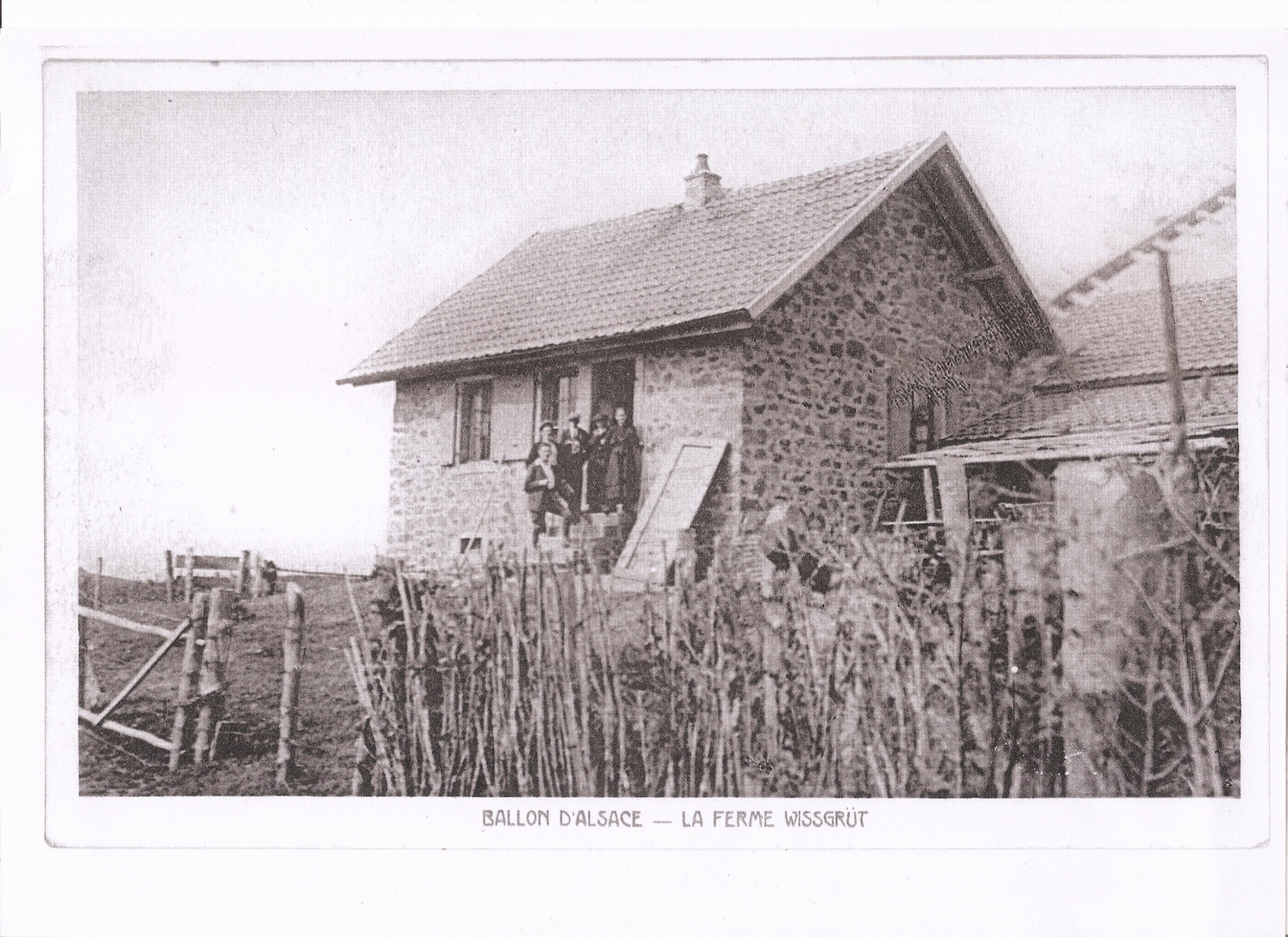
La ferme du Wissgrut versant nord.
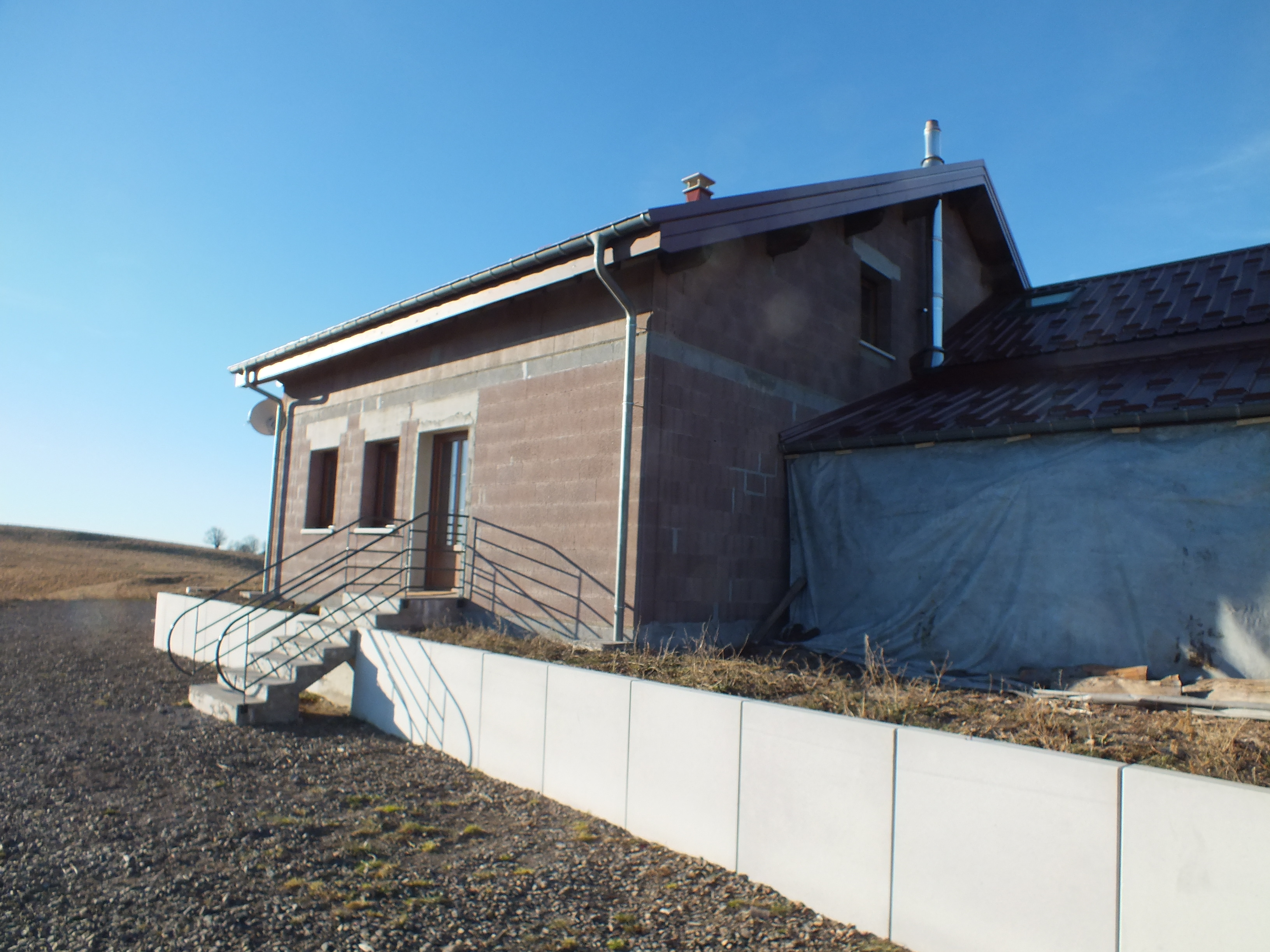
La ferme versant nord reconstruite à l'identique.

## Activités
Une chaume s'est formée au sommet sous l’activité du pastoralisme. Elle reçoit chaque année un important troupeau de vaches de race salers qui y est monté en estive, donnant lieu à une fête animée par l'association Transhumance et Traditions de Giromagny dès le milieu printemps, au moment de la montée et une autre, au retour, à l'automne.
La randonnée pédestre est pratiquée en raison du panorama à 360° sur le massif des Vosges, la trouée de Belfort, la plaine d'Alsace et par temps clair, les Alpes suisses. Ce panorama est permis par l'étendue et l'altitude de la chaume.

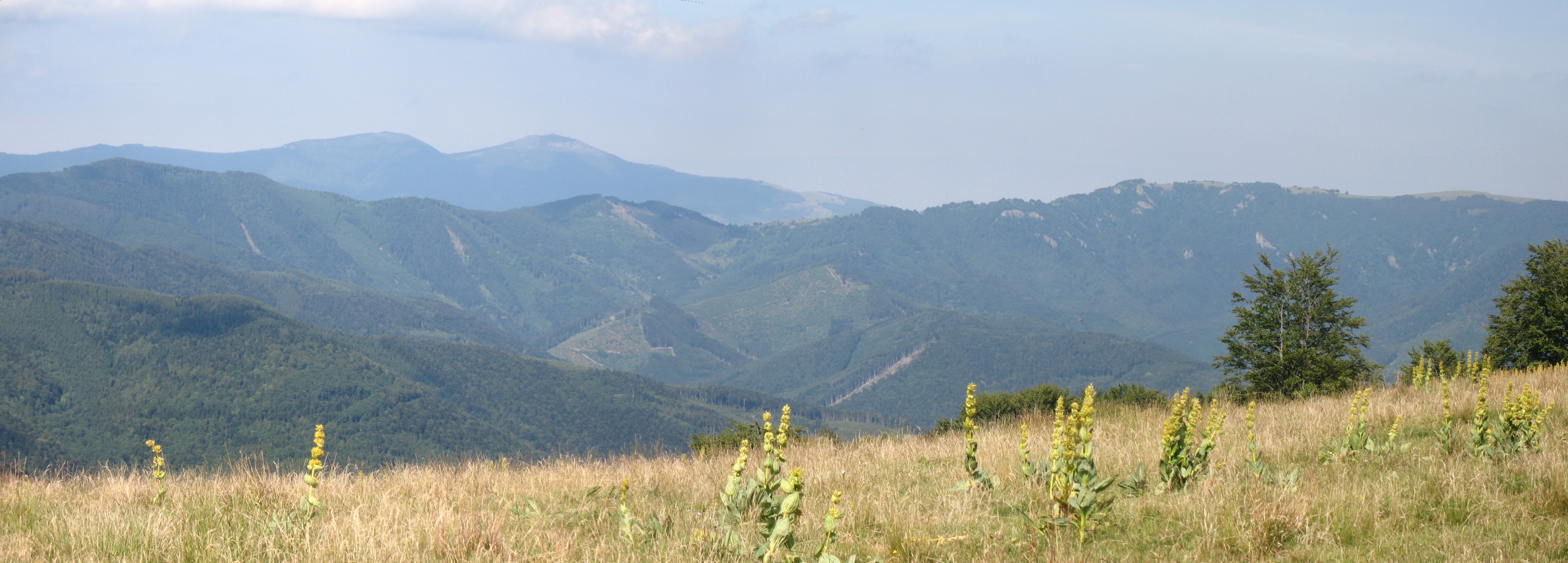
Le Grand Ballon vu depuis le Tremontkopf.
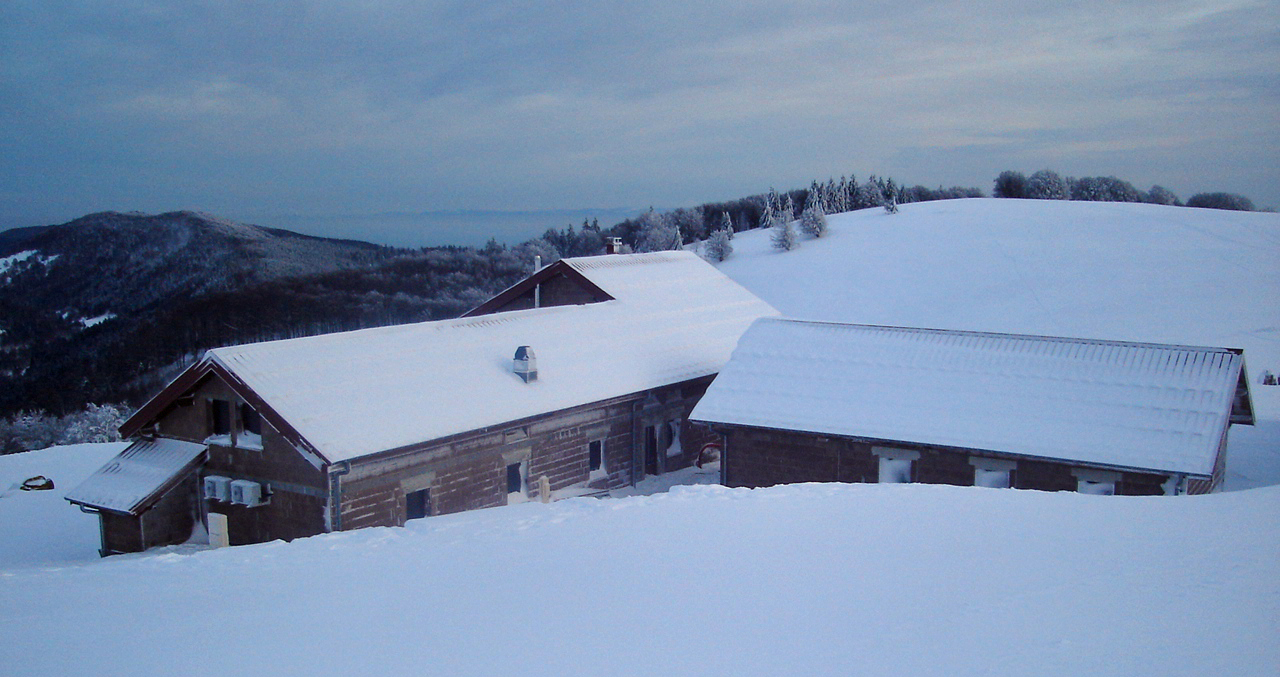
La ferme reconstruite en 2015.